# Antipub
Pour les logiciels antipub, voir Logiciel antipub

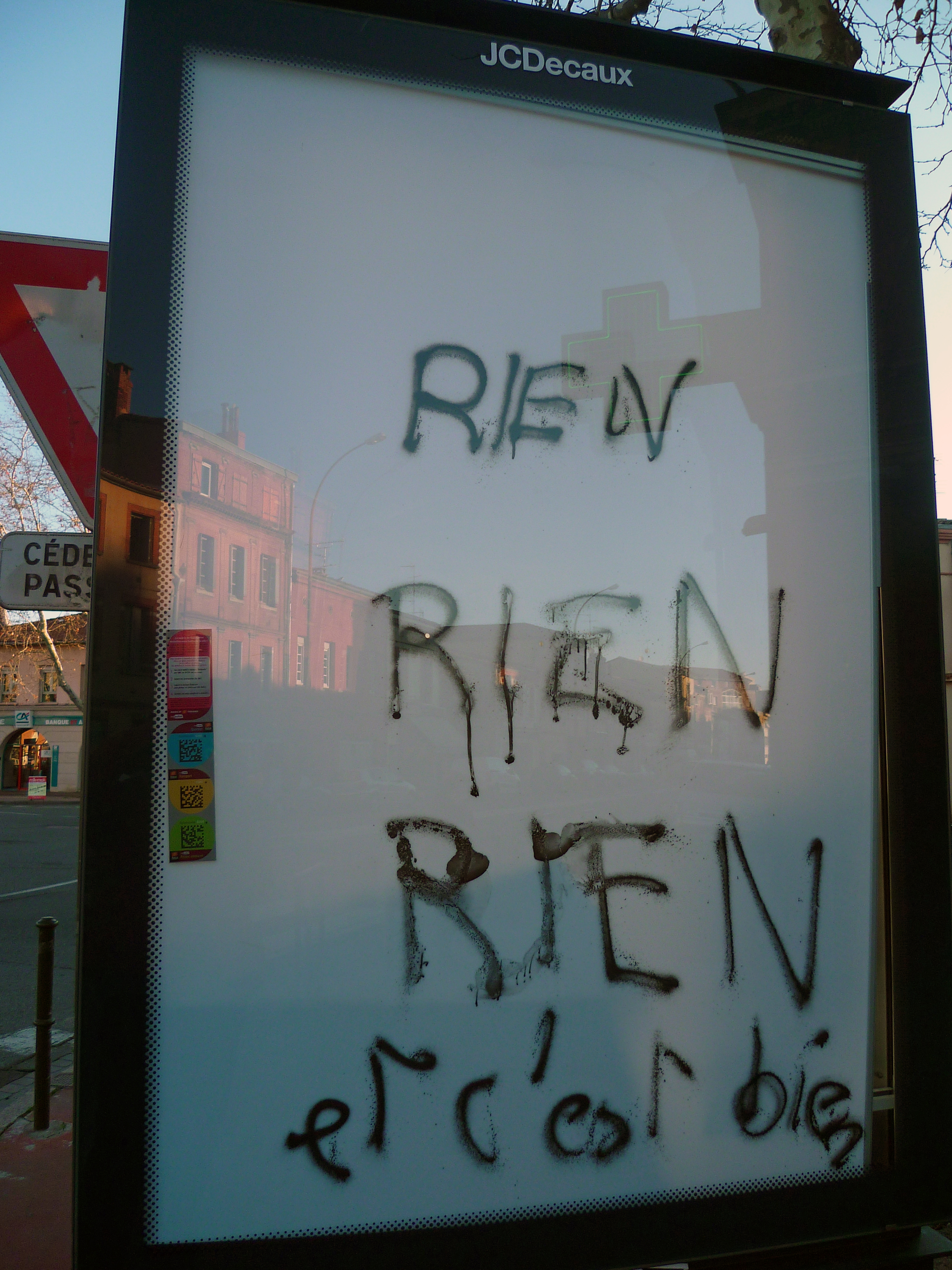
Absence de pub à Toulouse.

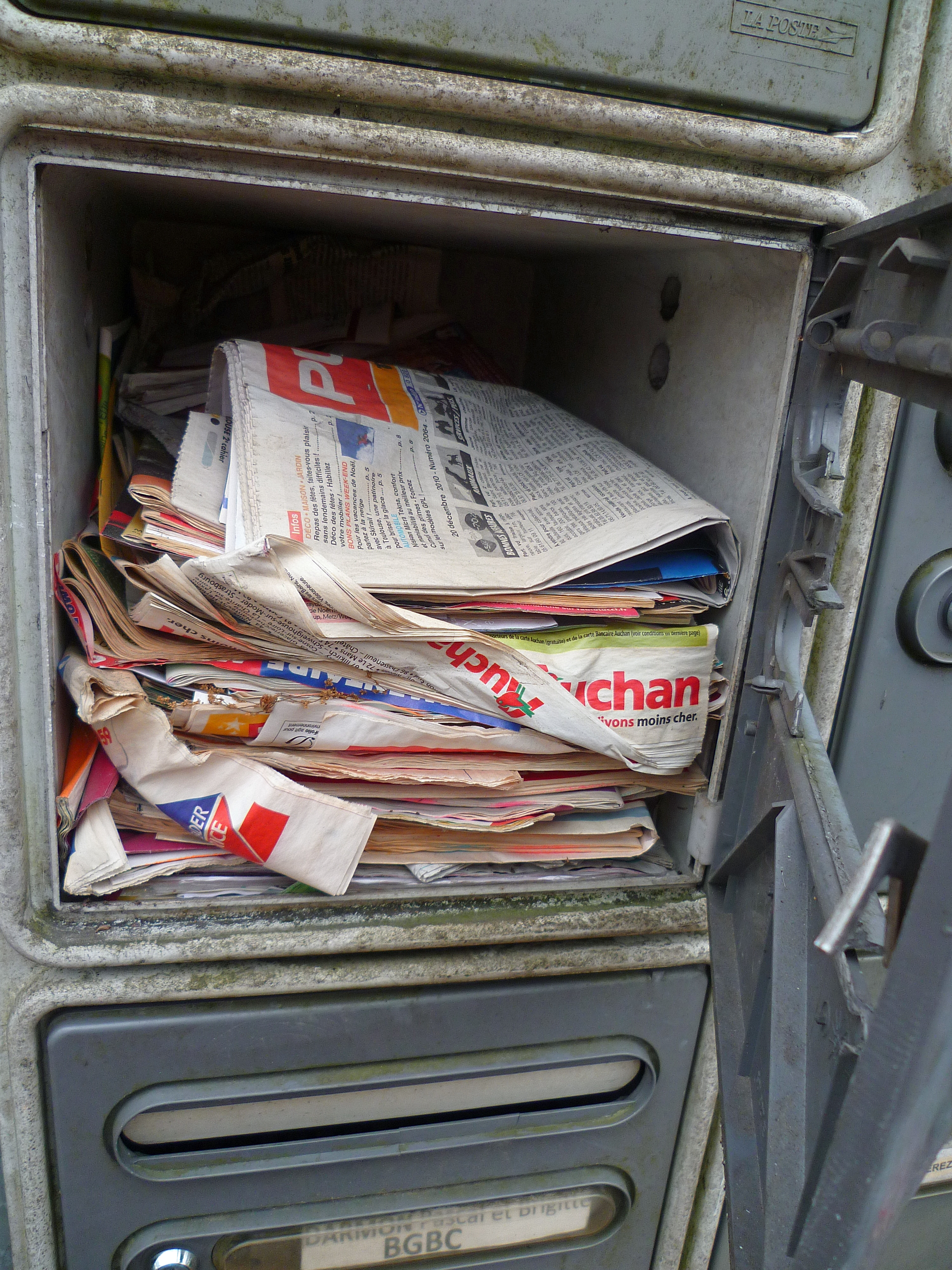
Prospectus dans une boîte aux lettres.

Le terme « antipub » ou « mouvement antipub », raccourci pour antipublicitaire, est devenu une appellation médiatisée en France après des actions spectaculaires à l'encontre de l'affichage publicitaire dans le métro parisien en automne 2003.
Cependant, le mouvement antipublicitaire et les actions de contestation de la publicité ont émergé bien avant et dans le monde entier : dès 1977, en Californie, avec le Billboard Liberation Front, qui essaime jusqu'en Australie, (1983) ; en 1987, en France, avec les « Humains associés » et leurs campagnes d'affichage de contre-publicité humaniste, et en 1989 au Canada via le magazine Adbusters, qui promeut également des campagnes et actions antipub. De grandes associations de défense de la nature et du patrimoine, ainsi que des parcs nationaux ou des parcs naturels régionaux ont également lutté contre l'envahissement du paysage par les panneaux publicitaires.
En France, les situationnistes, dont Guy Debord, avaient déjà exprimé parmi les premiers la force du détournement de l'image, de la publicité, et les premières expérimentations pratiques eurent sans doute lieu en mai 1968. En 1984, Negativland, un groupe musical, utilise l'expression « résistance culturelle » (culture jamming) pour baptiser les détournements d'affiche. Chez les Britanniques, la casse de publicité s'appelle « subvertising » mot-valise formé de « subversion » et de « advertising » (publicité en anglais).
Comme l'analyse Naomi Klein dans son livre No Logo : « Pour un nombre croissant de jeunes activistes, le cassage de pub s'est présenté comme l'outil parfait par lequel affirmer leur désapprobation des multinationales qui leur ont si agressivement fait la chasse en tant que consommateurs, et les ont si précipitamment laissés sur le carreau en tant que travailleurs ».

## Critique de la publicité

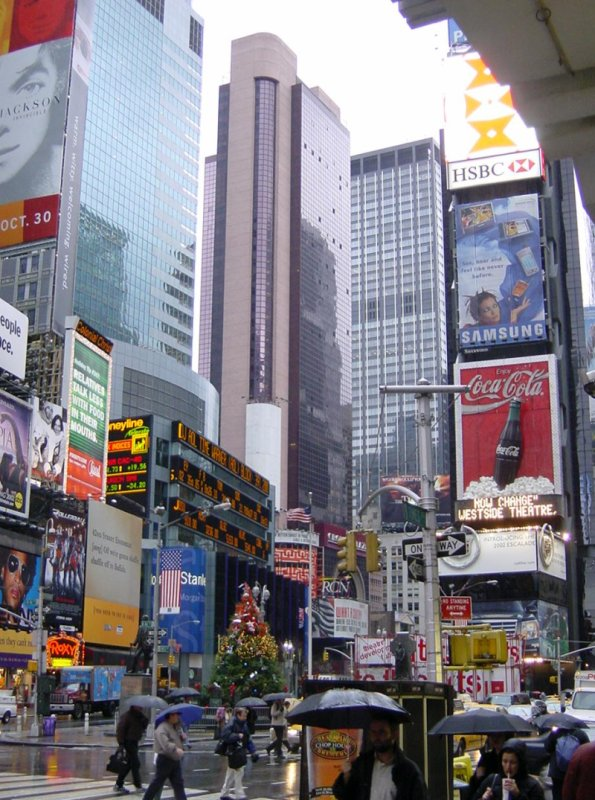
Times Square, à New York, l'un des lieux de plus forte concentration d'affichage urbain.

La publicité, cible de la critique du mouvement, est définie comme :
« Action, fait de promouvoir la vente d'un produit en exerçant sur le public une influence, une action psychologique afin de créer en lui des besoins, des désirs ; ensemble des moyens employés pour promouvoir un produit » (définition du Trésor de la langue française informatisé).
Le mot « publicité » peut aussi signifier « action de rendre public » mais ce n'est pas sous cette acception que la publicité est mise en cause par le mouvement antipub.

### Outil de propagande
La critique de la publicité apparaît simultanément avec son développement. La philosophe Simone Weil (1909-1943) y voit une menace directe contre la liberté d'opinion et une insulte à l'intelligence : « La publicité, par exemple, doit être rigoureusement limitée par la loi ; la masse doit en être très considérablement réduite ; il doit lui être strictement interdit de jamais toucher à des thèmes qui appartiennent au domaine de la pensée. » Autrement dit, Simone Weil propose que la présence de la publicité soit minimisée et que son fond se limite strictement au produit promu. Elle s'élève tout particulièrement contre les publicités associant un produit à une valeur.
La publicité est principalement critiquée pour son invasion de l'espace public, de la vie courante (télévision, radio, boîtes aux lettres, téléphone, journaux, cinéma, Internet, panneaux publicitaires, ainsi que sur les vêtements) et son emploi de techniques nuisibles et agressives comme le matraquage (plus de 3 000[réf. nécessaire] messages publicitaires par jour) ou la manipulation mentale. Une autre sorte de critique affirme que la publicité prise dans son ensemble diffuse un message politique fort, prônant la société de consommation, incitant au gaspillage et à la pollution. Ces critiques se retrouvent à la base du concept de la décroissance soutenable[réf. souhaitée].
L'opposition la plus courante à la publicité est une critique morale : ses impacts sur l'éducation des enfants et adolescents, la manipulation des consciences, la promotion de drogues (alcool, tabac)… N’apportant pas une information objective, elle détournerait de la vérité, valoriserait au contraire l'illusion et le mensonge. Elle distrairait au sens pascalien où elle ferait perdre de vue des choses importantes pour l'individu, la société et l'environnement. Elle tendrait en outre à propager des stéréotypes, généralement discriminatoires (sexisme, racisme, etc.), contribuant à imposer une « pensée unique », normative et démobilisatrice[réf. souhaitée].
Les médias sont principalement financés par la publicité, au détriment croissant de l'apport des lecteurs, auditeurs ou spectateurs. Cette position soumet les médias aux annonceurs, les soustrayant à la critique, sur le principe qu'on ne mord pas la main qui vous nourrit. Certains médias avouent d'ailleurs faire de la location d'espaces publicitaires leur cœur d'activité. Ainsi, Patrick Le Lay, P. D.-G. de la chaîne privée française de télévision TF1, a affirmé : « Ce que nous vendons à Coca-Cola, c'est du temps de cerveau humain disponible ».
Elle peut être plus généralement encore, un refus de la propagande, de la manipulation et de toutes les formes de populisme. À l'instar de la pollution environnementale, on peut en effet parler de la publicité comme pollution mentale[réf. souhaitée].
Le terme « système publicitaire » est utilisé pour évoquer les ramifications et impacts de la publicité dans la société, impliquant qu'elle n'est pas un phénomène isolé que l'on pourrait retirer toutes choses égales par ailleurs. Ainsi elle s'inscrirait au cœur du fonctionnement de la société dont il conviendrait de critiquer l'idéologie dans son ensemble[réf. souhaitée].

### Coûts économiques
Un autre reproche fait à la publicité est le coût qu'elle engendre. En effet, une part difficilement mesurable du coût d'un produit de grande consommation ou d'un service repose dans le financement de sa publicité ou de son packaging. Ce coût est reporté dans le prix du produit fini payé par le consommateur. En diminuant la publicité, une entreprise aurait ainsi moins de dépenses et pourrait donc mécaniquement augmenter la qualité de son produit ou faire baisser les prix. À ceci, les publicitaires répondent que la publicité permet de vendre plus et donc d'effectuer une économie d'échelle, ce qui permet une baisse des prix. Les antipubs rétorquent encore une fois que l'économie d'échelle se produit naturellement : lorsque le produit est bon il se vend en nombre élevé, ceci étant particulièrement vrai lorsque le marché et la concurrence ne sont pas corrompus par une prédominance de l'image du produit sur sa réelle qualité[réf. nécessaire].
C'est pour cette raison que certains s'opposent au terme de "gratuité", employé lorsqu'un service est financé par la publicité. À leurs yeux, la gratuité dont semble bénéficier l'utilisateur final n'est qu'apparente. En effet le coût d'un service financé par la pub (journaux « gratuits », chaîne privée hertzienne) est reporté sur les annonceurs, qui eux-mêmes le reportent sur le prix que paye le consommateur dans son panier de courses. Le terme de « gratuité » atteint donc sa limite. C'est ainsi qu'en informatique, par souci de précision le terme de publiciel est encouragé dans le cas de logiciel dont l'apparente gratuité cache un financement à base de publicité. Le mot gratuiciel est alors réservé aux logiciels véritablement gratuits[réf. nécessaire].
La communication entre le vendeur et le consommateur est rendue asymétrique par la publicité : au moyen de sondages et d’études de marché, le vendeur cherche à avoir une information claire et objective sur le comportement du consommateur, ses désirs, ses critères, etc. afin de concevoir sa publicité. Le consommateur recevrait passivement du producteur une information (la publicité) qui n’est pas choisie en fonction de ses intérêts, mais de ceux du vendeur[réf. souhaitée].
La critique de la publicité peut s'inscrire, comme chez Naomi Klein (cf. No Logo), au sein d'une critique de l'hégémonie des marques dans la société actuelle. La marque est déjà en soi une publicité et celui qui la porte devient un homme-sandwich.

### Santé mentale et représentations
La publicité utilise de manière industrielle des techniques élaborées avec l'avancée des sciences humaines. Selon certaines critiques, la publicité culpabilise le consommateur, lui inculque des comportements compulsifs et sédentaires et nuit en général à sa santé physique et mentale[réf. souhaitée].
La critique de la publicité va souvent de pair avec une défense de la valeur de l'être humain dans la société de consommation. Tatiana Faria l'exprime ainsi : « Chacun de nous aujourd’hui vaut moins que le vêtement qu’il porte, à moins qu’il ne représente une puissance sans visage. Nous vivons sur une poudrière qui peut s’embraser d’un moment à l’autre, et nous oublions que le changement de cette situation dépend de la prise de conscience de chacun de nous en particulier ».

### Impact environnemental
La critique de la publicité peut s'inscrire dans un refus de la pollution environnementale, soit sous l'angle esthétique comme le clame notamment l'association Paysages de France[réf. nécessaire] soit sous l'angle de l'appauvrissement de l'environnement avec la production nécessaire à l'industrie publicitaire.
La publicité et le « système publicitaire » sont également dénoncés par des mouvements écologistes (partis politiques, associations, mouvements citoyens…). Ils mettent en avant la corrélation entre la surconsommation incitée par la publicité et la surproduction. Cette sur-proposition de biens et services est un vecteur d'impact sur le climat, de génération de pollution, de surconsommation de ressources primaires et de destruction de la biodiversité. On retrouve cet argument par exemple dans les tracts du mouvement écologiste Extinction Rebellion, actif sur le front de l'antipub, : c'est le premier maillon de la surproduction : elle incite à la surconsommation pour écouler des produits dont nous n'avons pas besoin et dont la production est coûteuse écologiquement.
Un second argument porte sur le rôle de la publicité dans la croissance économique, portant ainsi l'accroissement de consommation de ressources primaires et ses conséquences sur l'environnement.
Un autre argument "antipub" est l'impact direct du "système publicitaire" : la fabrication de panneaux publicitaires, les affiches, les tournées régulières en camionnettes pour changer les affiches, la consommation énergétique des panneaux. A ce sujet, les mouvements écologistes[réf. nécessaire] mettent en avant la consommation énergétique et la pollution engendrée par les panneaux publicitaires numériques en s'appuyant sur des données de l'Adème : 245 kgCO2, eq par année d’utilisation pour un panneau numérique qui par ailleurs consomme 20 477 kWh  sur une durée de 10 ans.
Le travail citoyen de la Convention citoyenne pour le climat avait proposé, dans son rapport final , des mesures fortes sur la publicité (Pages 24 à 27 du rapport final) :
- Interdire de manière efficace et opérante la publicité des produits les plus émetteurs de GES, sur tous les supports publicitaires[16],
- Réguler la publicité pour limiter fortement les incitations quotidiennes et non-choisies à la consommation"[16] et
- Mettre en place des mentions pour inciter à moins consommer"[16].

Ces propositions étaient introduites par cet argumentaire (page 24 du rapport) : « La publicité a un impact très fort sur la création de besoins et sur la consommation : nous pensons ainsi qu’il s’agit d’un des principaux leviers à actionner pour faire évoluer les comportements du consommateur de manière durable, du fait de son rôle majeur sur la fabrication de nos modes de vie. Nous considérons ainsi comme essentiel d’agir sur la publicité afin de limiter les incitations à la consommation des produits les plus polluants et de favoriser l’information et la communication autour de produits, services et comportements écoresponsables ».

## Organisation et pratique
Début 2007, aucun des principaux partis politiques français ne place dans son programme un projet de suppression, ou simplement de modération de la publicité[réf. nécessaire].
Les seules actions notables de la part d'élus français viennent de la mairie de Forcalquier, dans les Alpes-de-Haute-Provence, où le maire PS, Christophe Castaner, a fait disparaitre la publicité des rues à l'été 2009 en ne reconduisant pas le contrat liant la ville à l'annonceur local, et, à plus grande échelle, de la mairie de Grenoble, où le maire, Éric Piolle, a annoncé le 23 novembre 2014 ne pas renouveler le contrat de la ville avec l'annonceur JCDecaux, entrainant la suppression dans l'année d'une partie des publicités urbaines (à l'exception des abribus, le contrat courant jusqu'en 2019, et des panneaux publicitaires privés).
Les groupes contre la publicité sont généralement petits, morcelés et s'organisent à l'aide de l'Internet. Le message anti-publicitaire, ne pouvant passer par le jeu classique des partis, utilise d'autres méthodes, l’activisme de groupes organisés ou informels, le lancement de campagnes telles que la Journée internationale sans achat, l'édition de livres, la diffusion de magazines (comme Adbusters magazine), la publication d'articles critiques dans des revues d'opinion (S!lence...) ou sur le Net[réf. nécessaire].

### Formes d'action contre la publicité
Les attaques contre la publicité prennent différentes formes.

#### Action juridique
Pratiquée par l'association « Paysages de France », qui attaque sur le plan juridique les afficheurs, car beaucoup de panneaux publicitaires sont illégaux ; les afficheurs profitant de l'inaction de la juridiction (préfets, personnalités politiques) savent qu'ils ont peu à craindre et laissent en place leurs panneaux illégaux, même après avoir été attaqués en justice. Paysages de France possède maintenant une forte expérience juridique concernant l'affichage publicitaire, cette association propose d'ailleurs de l'aide à divers groupes anti-publicitaires locaux afin de faire enlever des panneaux publicitaires. Pour ses attaques en justice, cette association se sert de différents ouvrages juridiques, notamment ceux de Jean-Philippe Strebler, un juriste spécialisé dans le droit public et l'affichage publicitaire.
L'association Résistance à l'agression publicitaire a réalisé une campagne nommée « les justiciers de l'espace public » où elle met à disposition une mallette juridique pour permettre à chaque citoyen de reconnaitre les publicités légales et illégales présentes dans l'espace public et lui permettre ainsi de porter plainte contre les publicités illégales.

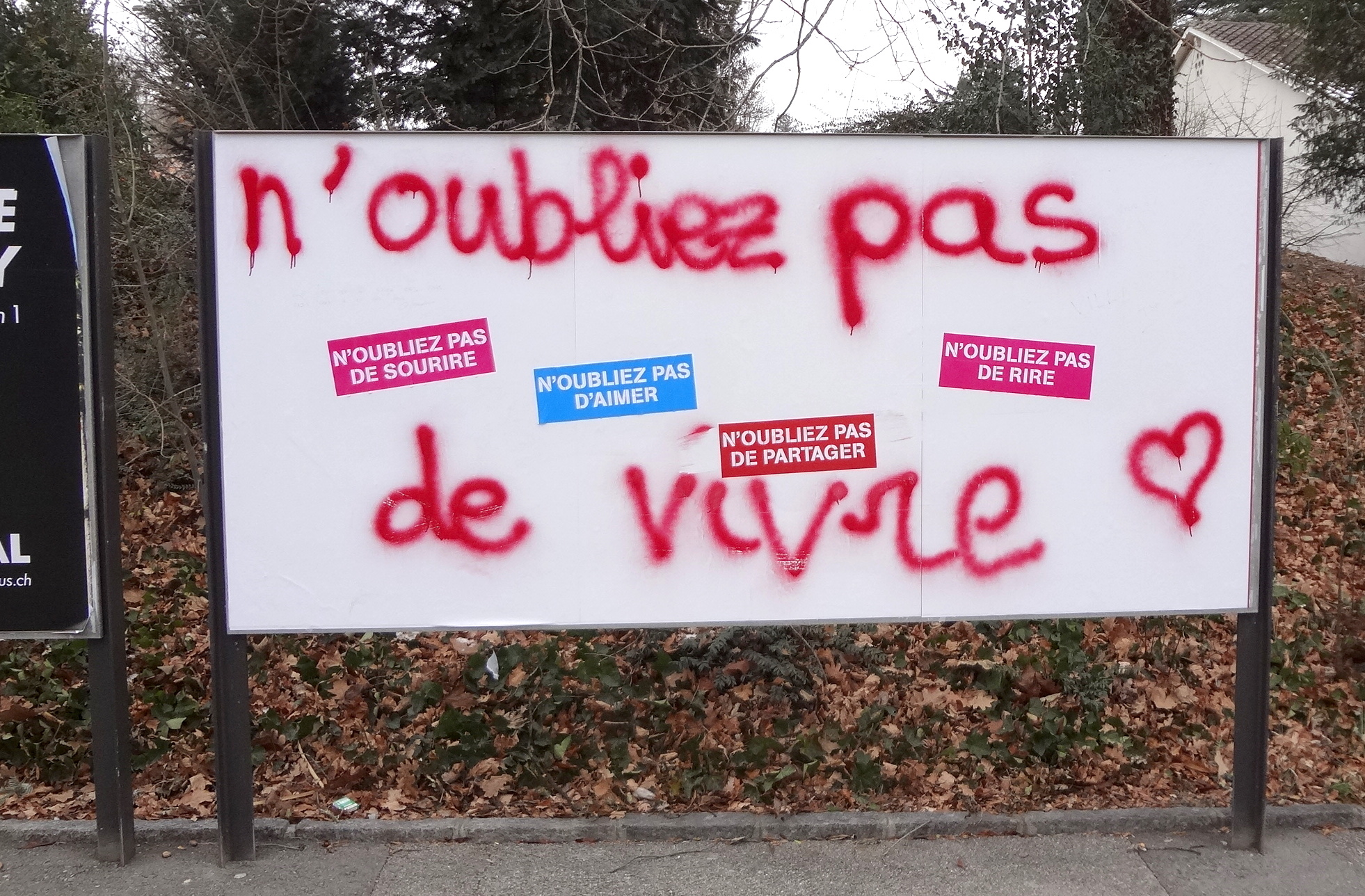
Janvier 2017 à Genève.

À Genève (Suisse), une initiative populaire « Zéro pub » est lancée en 2017 par quatre collectifs locaux. Elle vise l’interdiction de la « publicité commerciale » en ville de Genève. En janvier 2017, une passation de mandat entre deux sociétés privées avait laissé un grand nombre de supports couverts de feuilles blanches, laissant libre cours à la créativité et donnant à la ville un air de galerie d'art à ciel ouvert. Cette expérience a inspiré les auteurs de l’initiative. Par deux fois la Cour constitutionnelle a sauvé ce projet, d’abord invalidé par le Conseil d’État (2019), puis attaqué par un recours (2020). Le texte devra donc passer en votation populaire,.

#### Contre-proposition
Considérant que la société de consommation (ou de « consumation ») et la publicité asserviraient l'homme, l'idée de l'association « Les Humains associés » est de réinvestir l'espace public et publicitaire pour le mettre au service de l'humain, à travers un discours non commercial et gratuit, dans une démarche qui cherche moins à être critique qu'à proposer une alternative et à inviter chacun à la réflexion et à une prise de conscience individuelle, libre et indépendante[réf. nécessaire].

#### Détournement publicitaire
Pratiqué surtout dans les années 1960 par les situationnistes et dans les années 1980 par les premiers groupes d'activistes, elle est encore utilisée aujourd'hui. Il s'agit d'utiliser la publicité en détournant le message afin de le transformer ou de révéler la volonté originale de la publicité. (voir aussi détournement)
- Emballage

Se pratique dans la rue, il s'agit d'emballer avec du matériel trouvé sur place (carton, etc.) ou préparé à l'avance, les publicités en laissant éventuellement un message sur cet emballage ou en permettant à tous d'en laisser un. Cette pratique n'étant pas une dégradation, elle est pratiquée au grand jour (notamment à Montpellier ou à Montauban par le collectif Antipub 82)
- Dégradation

Ce sont les actions les plus représentées par les médias. Cas courant dans le métro parisien, par des individus isolés ou des groupes clandestins plus organisés. S'agissant généralement de dégradations légères, leurs auteurs risquent une contravention de cinquième classe.
Des actions anti-publicitaires sont organisées plus ou moins régulièrement (France, Belgique), demandant les participations anonymes au « retrait » des publicités des lieux publics.
Actions de barbouillage au grand jour du collectif des Déboulonneurs. Ce collectif, agissant tous les mois dans plusieurs villes de France simultanément, se réclame de la désobéissance civile non-violente. Il souhaite provoquer un débat public sur le système publicitaire et faire évoluer la loi réglementant l'affichage en portant ses revendications devant les tribunaux après une dégradation assumée de panneaux publicitaires.
Le reproche est fait au mouvement anti-publicitaires d'utiliser les moyens qu'ils dénoncent, à savoir les techniques publicitaires. En effet, le contre-affichage et le barbouillage de slogans relève d'une simplification des messages propagés, voire de la manipulation. Ces techniques ont cependant un caractère artisanal, à l'opposé des techniques industrielles utilisées dans la publicité permettant de diffuser un même message à très grande échelle.

#### Boycott de la publicité

##### Téléphone
- en France, pour diminuer le démarchage par téléphone, il est possible de demander à son opérateur téléphonique l'inscription sur la « liste anti prospection » (l'ex-« liste orange »), la « liste rouge »[22], et la « liste Pacitel »[23], qui est remplacée le 1er juin 2016 par la liste cyclique (inscription à renouveler tous les 3 ans) Bloctel gérée par la SAS OPPOSETEL[24],[25]. Le non-respect de Bloctel mène à la condamnation de 70 entreprises dans les six premiers mois d'activité[26].

##### Boîte à lettres

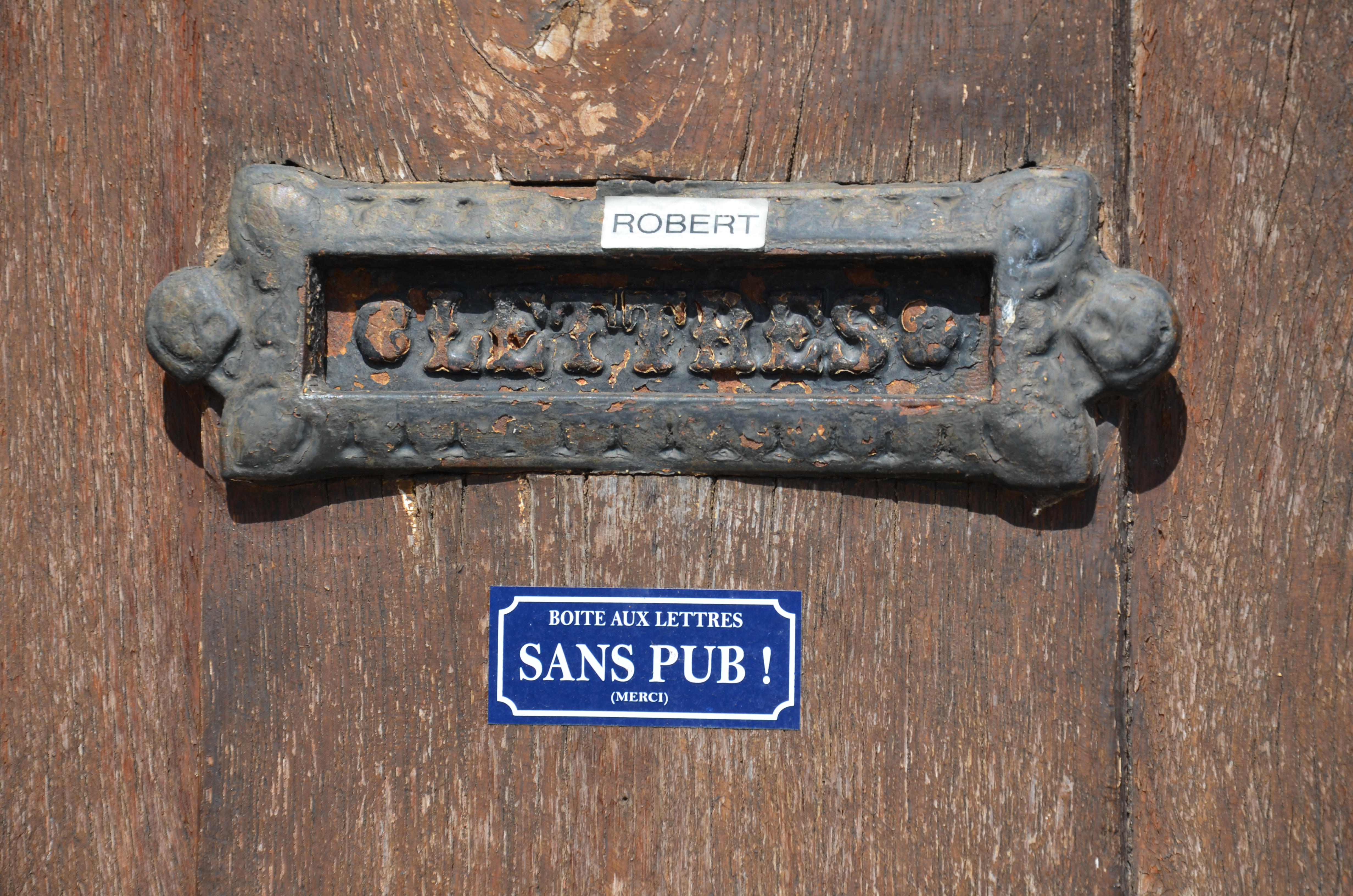
Une boîte aux lettres ayant un autocollant "sans pub"

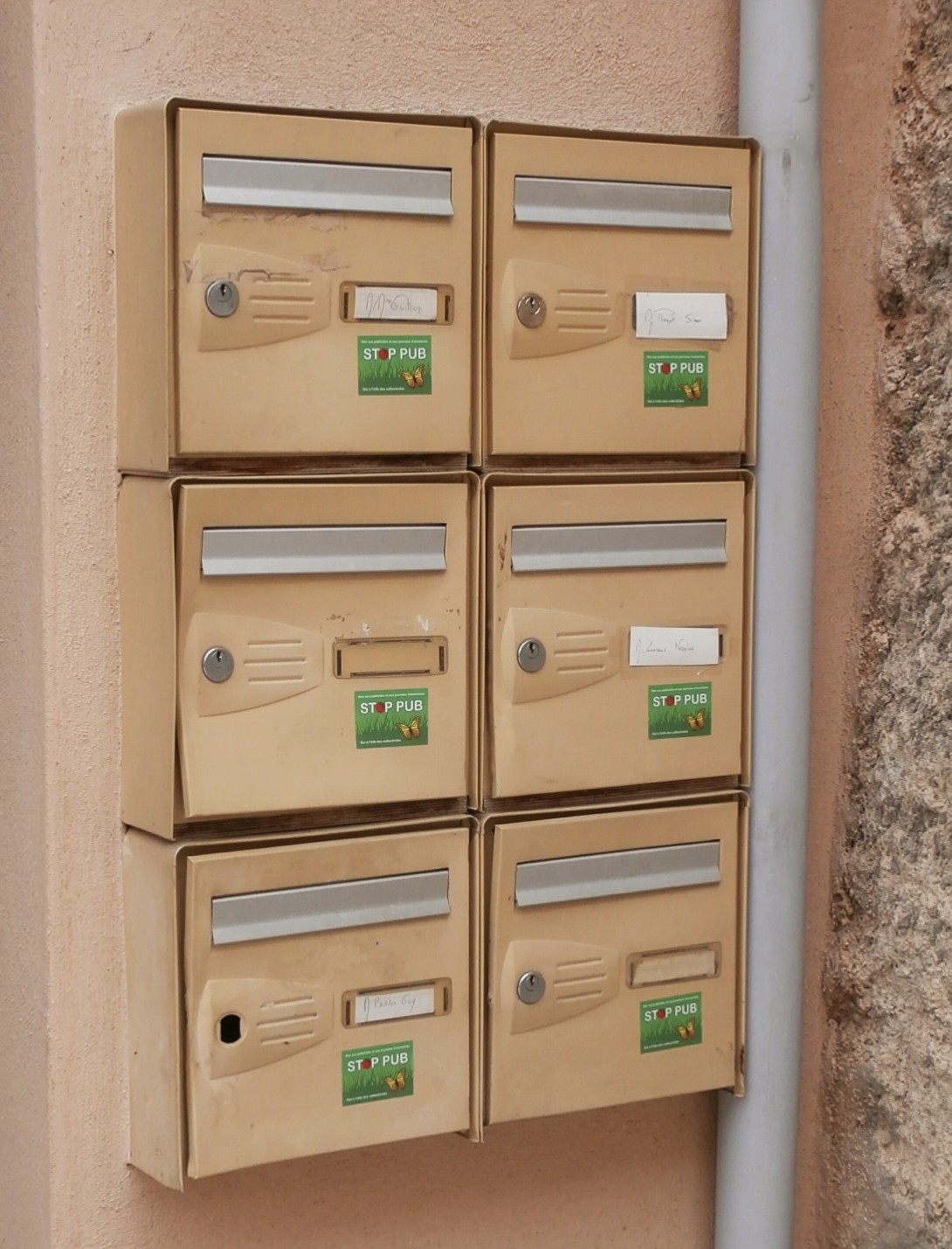
Un groupe de boîtes aux lettres ayant tous un autocollant "stop pub"

Refus de publicité de « courriers non adressés » dans les boîtes aux lettres : en France placer un autocollant « stop pub » sur sa boîte aux lettres permet de signifier son refus de recevoir les prospectus publicitaires et journaux d'annonces. Certaines mairies, associations ou organismes environnementaux délivrent des autocollants prêts à l'emploi.
L'initiative fait son apparition après qu'une première étude menée par l'ADEME en 1999 a montré que les Français recevaient chaque année 992 000 tonnes de prospectus publicitaires.
Devant ce fléau, certaines initiatives citoyennes ont été lancées afin de faire valoir le choix de ne plus recevoir la publicité papier dans sa boîte aux lettres.
En 1999, Les parlementaires Emmanuel Hamel et Alain Vasselle sont les premiers à saisir le ministre de l'écologie sur cette question.
À cette époque, le ministère de l'écologie n'a pas souhaité recourir à la voie réglementaire préférant bâtir un dispositif d'incitation, sous forme d'un accord volontaire, plutôt que de retenir le principe d'une taxe.
Ce sont des initiatives citoyennes, en particulier celles de l'association France Nature Environnement, non soutenue par le ministère de l'écologie de l'époque, qui développent le principe de fonctionnement du « stop pub ».
En 2003, le gouvernement évolue sur cette question et introduit le principe pollueur-payeur pour les émetteurs d'imprimés publicitaires qui devront désormais participer financièrement à la collecte et au traitement des déchets générés en reversant une contribution à un organisme agréé,.
Inspiré des opérations citoyennes déjà menées depuis 5 ans, le ministère de l'écologie lance en 2004 une campagne nationale de distribution d'autocollants « stop pub » à l'occasion de la deuxième semaine du développement durable et du premier plan national de réduction des déchets.
Le Syndicat de la Distribution Directe, syndicat professionnel qui regroupe la majorité des émetteurs d'imprimés publicitaires, s'engage dès 2004 à respecter ce dispositif.
En 2008, après avoir diffusé 9 millions d'autocollants « stop pub », le ministère décide de ne plus en assurer la fourniture laissant aux collectivités locales et associations la charge de mener leurs propres opérations, toutefois l'ADEME publie en 2010 une boîte à outils pour les aider à mener efficacement cette mission.
L'initiative « stop pub » a été largement relayée par des associations, et organismes environnementaux qui fédèrent la plupart des opérations « stop pub » menées localement.
En 2015, on estime que 18 % des Français ont adopté le geste « stop pub » sur la boîte aux lettres et que 14 % de Français supplémentaires seraient favorables à le faire. Certains diffuseurs publicitaires profitent du succès de ce dispositif citoyen pour proposer une alternative moins polluante qui consiste à consulter les prospectus publicitaires dématérialisés directement en ligne. Concernant les publicités adressées, c'est-à-dire celles qui sont envoyées par courrier postal au nom et à l'adresse de l'usager, l'autocollant stop pub n'a pour rôle de les bloquer étant donné qu'il s'agit du courrier. Cependant, il est possible dans ce cas de s'inscrire sur la liste Robinson pour ne plus recevoir de courrier publicitaire « adressé », ce système a été mis en place en France en 1976 par l'Union française de marketing direct. Les entreprises qui adhèrent à ce dispositif se sont engagées par leur code professionnel et leur charte qualité, à respecter le choix des consommateurs. Il existe un dispositif similaire en Belgique géré par la Belgian Direct Marketing Association.
En 2018, l’association Zero Waste France porte plainte contre Intermarché et Pizza Hut à Strasbourg, leur reprochant de ne pas respecter les autocollants «Stop Pub» sur les boîtes aux lettres

#### Suppression de la publicité par des moyens techniques

##### Courriels
Tous les logiciels de gestion de messagerie électronique récents permettent d'écarter le spam du courrier électronique.

##### Télévision
- Certains enregistreurs vidéo numériques (type TiVo) permettent le filtrage des publicités télévisées (fonction appelée « adskipping »). Peu répandus encore en Europe, ils ont plus de succès aux États-Unis.
- L'apparition sur le marché de télécommandes d'arrêt universelles (comme TV-B-Gone) permet d'éteindre les téléviseurs diffusant de la publicité en continu dans les espaces publics ou dans les magasins.

##### Radio et podcasts
- Le site Adblock Radio permet d'écouter une sélection de radios françaises en ayant la possibilité de baisser le son pendant les publicités ou de passer sur une autre station.
- Un projet australien Podblocker propose d'écouter une sélection de podcasts nettoyés de leur publicité.

### Nettoyage de la publicité clandestine sur Wikipédia
Sur Wikipédia des mois anti-pub sont organisés : les contributeurs bénévoles nettoient les articles marqués d'un « bandeau pub ». Certains articles sont en effet victime de contributions marketing de la part d'agences de communication ou par les entreprises elles-mêmes.

### Journée mondiale contre la publicité
La journée mondiale contre la pub est une initiative qui se déroule le 25 mars de chaque année depuis 2015 et qui vise à des actions coordonnées à travers le monde pour contrer l’invasion de la pub. Cette date du 25 mars correspond à celle où le tribunal correctionnel de Paris a prononcé la relaxe de six membres du collectif antipub des « Déboulonneurs » ayant barbouillés des panneaux publicitaires à Paris invoquant la « liberté d’expression » et la « raison de nécessité ».

### Autres
De nombreuses autres manifestations anti-publicitaires existent, dont :
- Le mouvement sociopolitique anticonsommation
- La journée sans achat
- Le mode de vie en « simplicité volontaire »

## Historique du mouvement antipub
Années 1930
- Leavis, un critique littéraire anglais, lance dans sa revue une croisade morale et culturelle contre l'« abrutissement » pratiqué par les médias et la publicité[47]. Cette opposition à la publicité perdurera dans la tradition des Cultural Studies, reprise par des universitaires marxistes britanniques.

1960-1970
- Le mot « publiphobie », déjà attesté dans la littérature, est repris en chœur par des groupes pop comme Carpe Diem et Mona Lisa.
- Essais de Jean Baudrillard
- Théorisations, revendications et détournements par l'Internationale situationniste

1967
- La publicité fait son entrée à la télévision française. En protestation, le potier Jean Tessier défile seul à Paris sur les Champs-Élysées avec un drapeau français orné de crêpe.

1968
- Album L’Informa-consommation, de Jean-Jacques Sempé

Mai 1971
- Dans Planète consacré à l’Internationale situationniste, Pierre Hahn écrit : « Ce sont eux qui « piratent » la publicité en la surchargeant de graffitis, ce sont eux qui savent rire de toutes les révolutions, de toutes les récupérations, […] ce sont eux toujours qui affirment : « Nous avons fondé notre cause sur presque rien : l’insatisfaction et le désir irréductible à propos de la vie ».

1972
- Tout le monde il est beau, tout le monde il est gentil de Jean Yanne.

1977
En Californie, autour de San Francisco, le Billboard Liberation Front, le Front de libération du panneau-réclame détourne des publicités. Il fait des émules jusqu'en Australie, par exemple, où le Billboard Utilizing graffitists against unhealthy promotions, le BUG-UP (Graphiteurs utilisant les panneaux-réclame contre les promotions malsaines), atteint son apogée en 1983 avec un des détournements de campagne les plus spectaculaires.
1987
- Paris : « L'Homme est unique, ne le gâchons pas », un message affiché sur 1 000 panneaux 4 m × 3 m pendant quelques semaines. Première contre-publicité humaniste de l'association « Les Humains Associés » sur un espace publicitaire proposé gratuitement par les afficheurs, invitant à une réflexion humaniste et écologique pour un éveil de la conscience.
- Chantelle (France, Allier) : fondation de l'Association nationale de défense de la télévision (ANADET) par Jean-Paul et Colette Lerat, et Robert Heymann. La pétition « Non à la publicité dans les œuvres à la télévision » recueillera 250 000 signatures (avec l'aide des États généraux de la culture de Jack Ralite), dont celle de Federico Fellini, et aura un retentissement national (jusqu'au Conseil des ministres et à l'Assemblée nationale), mais restera sans effet.

1988
Paris : « Et si on parlait d'amour », deuxième campagne des humains associés sur 600 panneaux, invitant les passants à écrire librement sur des grandes affiches blanches. De larges échos dans les médias nationaux (télévision, radio, presse écrite).
1989
- Naissance du magazine Adbusters à Vancouver, au Canada.
- Paris « Aux âmes citoyens » : campagne nationale d'affichage des « Humains associés » l'année de la célébration du bicentenaire de la Révolution française et de la Déclaration des Droits de l’Homme.

1990
- 1er numéro du Publiphobe d'Yvan Gradis.
- Paris « Aimé soit qui Terre y pense », campagne nationale de contre-publicité écologique des « Humains Associés » (visuel de la Terre vue du ciel).

1992
- premier événement de la journée sans achat, appelée alors « No shop day » lancée par un canadien Ted Dave[48] avec le slogan « enough is enough ! » (« assez c'est assez »).
- Pierre-Jean Delahousse fonde « Paysages de France » à Grenoble.
- Yvan Gradis, François Brune et René Macaire créent « Résistance à l'agression publicitaire » (RAP).

1993
Mark Dery publie la brochure Culture jamming, hacking, slashing and sniping in the Empire of Signs (en français : la résistance culturelle, s'attaquer à l'Empire des Signes à la hache, au couteau et au ciseau )
1997
- Dans Le Monde de l'éducation de septembre, l’académicien Michel Serres dénonce « la marée hurlante des affiches les plus horribles » et s’étonne que « le public lui-même se soumette et ne fomente jamais de réunion ni de forme de foule en proie à une ire prophétique pour détruire et brûler ces panneaux honteux et leurs auteurs au milieu ».
- New York opération remarquée : une campagne anti-tabac utilise les espaces publicitaires des taxis : les affiches Virginia slime (bave au lieu de slims mince) et cancer country (pays du cancer) côtoient les vraies affiches.

1998
- Premières interventions de ZEVS « shootant » les mannequins d'affiches[50].

1999
- Mise en place du « Comité des créatifs contre la publicité » (CCCP) par Vincent Cheynet, ancien directeur artistique chez Publicis.
- Lancement de la revue Casseurs de pub à Lyon Par Vincent Cheynet.
- 1re  Semaine sans télé.

2000
- Printemps : premières interventions de Thom Thom sur ce qui deviendra le MUR[50]
- Manifeste d'Yvan Gradis Vers la légitime réponse, qui appelle au barbouillage d'affiches au grand jour.

2001-2003
- Opération « Au grand jour », à l'initiative d'Yvan Gradis: 15 barbouillages d'affiches, collectifs et au grand jour, à Paris (une fois à Bruxelles, grâce à Philippe Mazy).

2003
- Automne : Actions spectaculaires dans le métro parisien (600 personnes) et avec un effectif moindre dans d'autres villes : Montpellier, Rouen, Lyon et Lille.

2005
- Sortie du documentaire Un rêve tchèque, détournement publicitaire et réflexion sur la consommation
- Création du Collectif des Déboulonneurs, prônant la désobéissance civile non-violente comme mode d'action.

2006
- Alex Smith réalise le documentaire Montauban et les 400 panneaux. Le réalisateur a suivi le collectif Antipub 82 à Montauban pendant quelques mois afin de montrer l'invasion de l'espace public par les panneaux publicitaires et les actions possibles de récupération de cet espace[51].
- 27 juin 2006, premier procès du Collectif des Déboulonneurs à Montpellier. Les deux prévenus, Jean-François Lenoir et Geoffroy Maguet, écopent d'une peine de 200 euros d'amende avec sursis pour avoir inscrit le message « légitime réponse » sur un panneau publicitaire.

2007
- 12 janvier 2007, deuxième procès du Collectif des déboulonneurs, à Paris. Yvan Gradis, Céline Ramboz, Laurent de Soras, Alex Baret, David Sterboul, Jean-Michel Vourgère et Yann Le Breton écopent d'une peine d'un euro symbolique pour avoir barbouillé plusieurs panneaux publicitaires en octobre 2006 à Paris.
- 9 mars 2007, troisième procès du Collectif des déboulonneurs, à Alès. Deux militants écopent d'une peine de 200 euros avec sursis et de 1 200 euros de dommages et intérêts, pour avoir inscrit à Anduze sur deux panneaux publicitaires en mai 2006 deux messages : « Pub= pollution visuelle », et « Halte au matraquage, votre pub en 50 cm × 70 cm ».

2012
- Naissance du collectif britannique Brandalism

2019
En janvier 2019, l’association Action for Climate Justice mène une action dans plusieurs grandes villes belges (Bruxelles, Liège…) contre l'utilisation des panneaux publicitaires numériques, qui consommeraient autant d'électricité que trois ménages. De nombreuses affiches sont placardées sur les panneaux, afin d'interpeller les citoyens sur le fait que les personnalités politiques les incitent à économiser l'électricité, alors que les panneaux publicitaires en nécessitent encore davantage.
2020

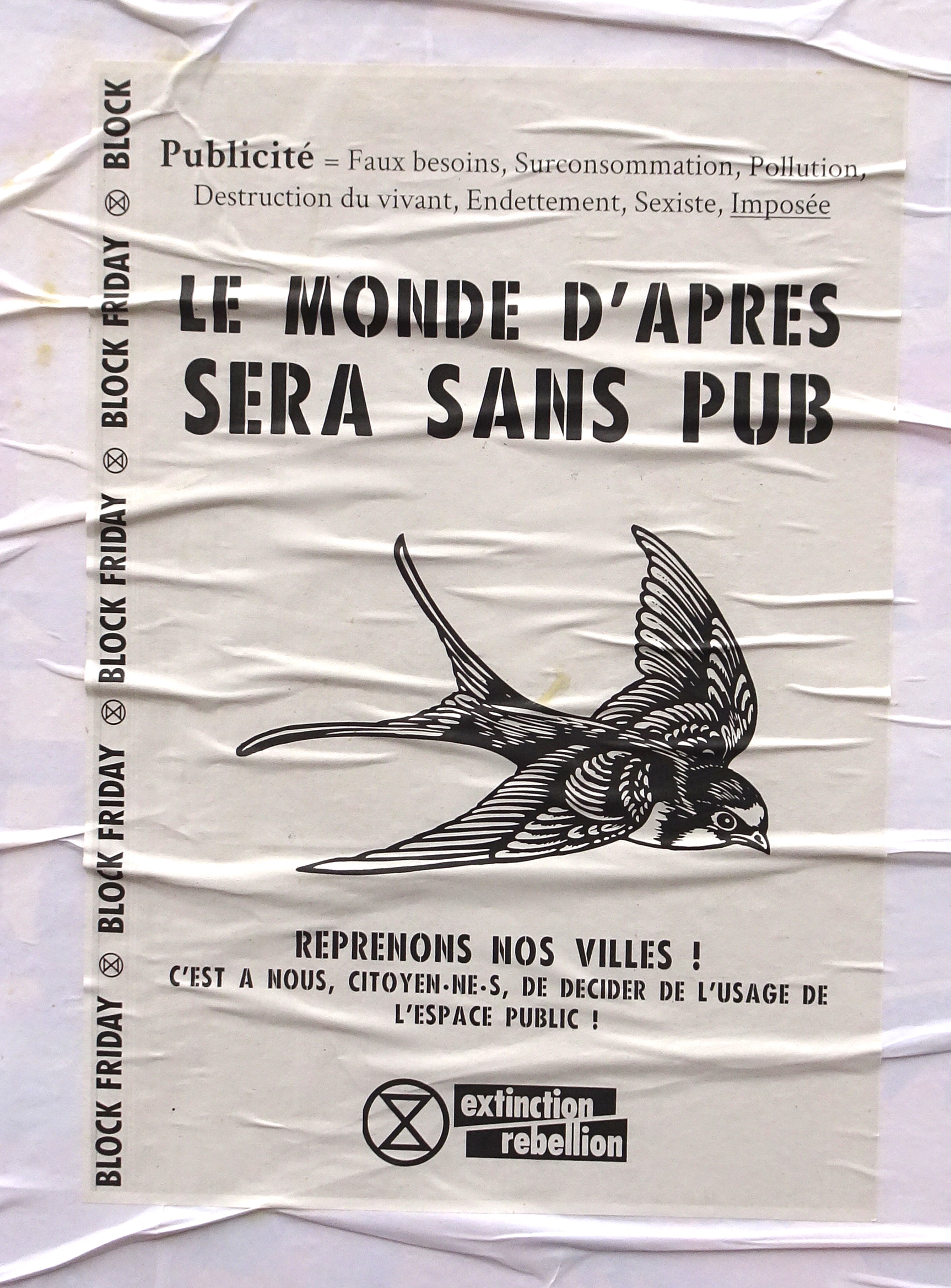
Affichette « Le monde d'après sera sans pub » (Genève, 2020).

En mai 2020, le mouvement Extinction Rebellion France organise de manière synchronisée une action antipub nationale. Au sortir du 1er Confinements liés à la pandémie de Covid-19 en France, l'action intitulée « coucou nous revoilà » mobilise des centaines d'activistes et de citoyen.ne.s dans 30 villes françaises. Cette action nationale sert de base à la diffusion d'un kit antipub qui permet à quiconque d'organiser de manière autonome des actions antipub.
2023
Pour célébrer les 10 ans de la relaxe des Déboulonneurs, Extinction Rebellion France organise, fin mars 2023, une campagne antipub nommée « Balance Ta Pub »,.
Des dizaines d'actions ont eu lieu sur la période de la campagne,,, 850 panneaux ont été ciblés.

#### Livres
- L'École et la peste publicitaire, Nico Hirtt & Bernard Legros, Éditions Aden, Bruxelles, 2007.
- On achète bien les cerveaux. Médias et publicité, par Marie Bénilde, Raisons d’Agir, 15 février 2007,  (ISBN 978-2-912107-31-2). (Acrimed)
- Le Petit Dictionnaire paradoxal et impertinent de la publicité de Luce Tukru, Céfal, novembre 2006
- L'Enfant jackpot (protégeons nos enfants contre les abus de la société marchande) de Nathalie Sapena, Flammarion, octobre 2005.
- Le Temps de l’Anti Pub, l’emprise de la publicité et ceux qui la combattent, Sébastien Darsy, Éditions Actes Sud, 2005.
- De l'Idéologie aujourd'hui, François Brune, Éditions Parangon, 2005
- De la misère humaine en milieu publicitaire, comment le monde se meurt de notre mode de vie du Groupe Marcuse, Édition La Découverte/Sur le vif, septembre 2004.
- Démarque-toi ! : Petit Manuel Antipub, Paul Ariès, Éditions Golias, 2004.
- Un pavé dans la gueule de la pub, Casseurs de pub, Éditions Parangon, 2004.
- Putain de ta Marque, la pub contre l’esprit de révolte, Paul Ariès, Éditions Golias, 2003.
- Décoloniser l’imaginaire : La Pensée créative contre l’économie de l’absurde, Serge Latouche, L’Aventurine, 2003.
- L'Esclavemaître, Dominique Quessada, Éditions Verticales, 2002.
- Publicité, déchet culturel de Claude Cossette, Les Presses de l'université Laval 2002  (ISBN 978-2892243246)
- Qui veut la peau de la pub, par Arnaud Gonzague et Bruno Japy, Éditions Mango, 2002.
- Le Livre noir de la pub, quand la communication va trop loin, Florence Amalou, Éditions Stock, 2001.
- No Logo de Naomi Klein, Actes Sud, 2001.
- La Société de consommation de soi, Dominique Quessada, Éditions Verticales, 1999.
- Les médias pensent comme moi ! Fragments du discours anonyme, François Brune, Éditions L'Harmattan, 1997.
- Le Cancer publicitaire, par Grégoire Forbin, Pamphlet, Collection Ab Irato... Car Rien n’a d’importance Éditions, Perpignan, 1993.
- Le Bonheur conforme, François Brune, Éditions Gallimard, 1985.
- Casseurs de pub 10 ans, Éditions Parangon, 2009  (ISBN 978-2-84190-200-2)
- S. Pietrucci, C. Vientianne, A. Vincent, Contre les publicités sexistes, Éditions L'Échappée, 2012
- Désobéir à la publicité, par le collectif Les Désobéissants, Éditions Le passager clandestin, 2009.

#### Articles
- André Gattolin et Thierry Lefebvre, « Stopub. Analyse provisoire d’un rhizome activiste », Multitudes, no 16, printemps 2004, pp. 85-97. [lire en ligne] [PDF]

#### Revues
- Le Publiphobe, mensuel
- La Décroissance, mensuel
- Casseurs de pub, annuel